# Vladimir Miladinović
Vladimir Miladinović je bivši načelnik vojne službe bezbednosti na Kosovu i Metohiji u Gnjilanu, rođen je 26. februara 1973. godine u Gnjilanu (KiM). 
Završio je Vojnu gimnaziju u Beogradu (1987 — 1991) a potom Vojnu akademiju kopnene vojske (VAKoV) smer elektronsko izviđanje i protivelektronska dejstva (1991 — 1995). Široj javnosti postao je poznat nakon emitovanja dokumentarnog filma "Ispovest načelnika vojne bezbednosti" u septembru 2005. godine u kojem je otvoreno svedočio o dešavanjima na Kosovu i Metohiji 1998. i 1999. godine kao i jugu Srbije 2000. godine. Borba protiv zločina, kriminala i korupcije koštala ga je karijere u vojsci i zatvorskom kaznom.